# Charles Billings
Charles W. Billings (født 26. november 1866 i Eatontown, New Jersey, død 13. december 1928 i Deal, New Jersey) var en amerikansk skytte, som deltog i OL 1912 i Stockholm.

## Idrætskarriere
Billings stillede op for New York Athletic Club. Ved OL  i Stockholm deltog han på det amerikanske hold i lerdueskydning sammen med Jim Graham, Ralph Spotts, John Hendrickson, Frank Hall og Edward Gleason. Amerikanerne var bedst i alle tre runder og vandt derfor guld sikkert med i alt 532 point (deraf 93 af Billings), mens Storbritannien var næstbedst med 511 point, lige foran Tyskland med 510 point. Han deltog endvidere i den individuelle konkurrence, hvor han blot blev nummer 42.

## Øvrige karriere
Billings var fra 1920 til sin død borgmester i byen Oceanville, New Jersey.